# Liste der sächsischen Gesandten beim Heiligen Römischen Reich
Diese Seite listet die kursächsischen Gesandten beim Reichstag des Heiligen Römischen Reichs zu Regensburg (1662 bis 1806).

## Gesandte
| Ernennung | Akkreditierung | Name                                            | Bemerkungen / Lebensdaten | Abberufung    | Begräbnisort                  |
| --------- | -------------- | ----------------------------------------------- | ------------------------- | ------------- | ----------------------------- |
|           | 9. Dez. 1662   | Heinrich von Friesen der Jüngere                | 1610–1680                 | 1664          | Schönfelder Kirche, Dresden   |
|           | 9. Dez. 1662   | Nicolaus von Gersdorf                           | 1629–1702                 | 1664          | Unbekannt                     |
|           | 1664           | Augustin Strauch                                | 1612–1674                 | 18. Mai 1674  | Gesandtenfriedhof, Regensburg |
|           | 4. Mai 1675    | Anton von Schott                                | 1636–1684                 | 23. Aug. 1681 | Gesandtenfriedhof, Regensburg |
|           | 6. Okt. 1681   | Gottfried von Jena                              | 1624–1703                 | 15. Aug. 1682 | Hallescher Dom                |
|           | 15. Aug. 1682  | Otto Heinrich von Friesen                       | 1654–1717                 | 24. Jan. 1683 | Dresden                       |
|           | 24. Jan. 1683  | Anton von Schott                                | 1636–1684                 | 11. Nov. 1684 | Gesandtenfriedhof, Regensburg |
|           | 15. Feb. 1685  | Otto Heinrich von Friesen                       | 1654–1717                 | 5. Aug. 1685  | Dresden                       |
|           | 5. Aug. 1685   | Moritz Heinrich von Miltitz                     | 1654–1705                 | 1. März 1697  | Schloss Batzdorf              |
|           | 1. März 1697   | Georg von Werthern                              | 1663–1721                 | 13. Feb. 1712 | Dorfkirche Kroppen            |
|           | 13. Feb. 1712  | Carl Gottfried von Bose                         | 1654–1730                 | 11. Jan. 1718 | Rittergut Gamig               |
|           | 11. Jan. 1718  | Christoph Friedrich von Gersdorff               | 1666–1725                 | 1725          |                               |
|           | 14. Nov. 1725  | Johann Friedrich von Schönberg                  | 1691–1762                 | 1733          |                               |
|           | 18. Feb. 1733  | Johann Georg von Ponickau (Reichstagsgesandter) | 1708–1775                 | 6. Dez. 1775  | Gesandtenfriedhof, Regensburg |
|           | 6. Dez. 1775   | Otto Ferdinand von Loeben                       | 1741–1804                 | 1779          | Unbekannt                     |
|           | 1779           | Peter Friedrich von Hohenthal                   | 1735–1819                 | 1799          | Dresden                       |
|           | 1799           | Hans Ernst von Globig                           | 1755–1826                 | 1806          | Eliasfriedhof, Dresden        |

1806: Auflösung des Heiligen Römischen Reichs